# Diana Çuli
Diana Çuli –o Culi– (13 d'abril de 1951, Tirana) és una escriptora, periodista, activista, política albanesa.
Al 1973 es va graduar per la Facultat de Filosofia de la Universitat de Tirana. Després es va incorporar als consells de redacció de Drita i de la revista de llengua francesa Les lettres albanaises. El 1990 va entrar en relació amb l'oposició democràtica i es va convertir en cap del Fòrum de Dones Independents, i després es va unir al Partit Socialdemòcrata d'Albània.
Al 2006 va ser escollida representant d'Albània en l'Assemblea Parlamentària del Consell d'Europa. A Albània treballa pels drets de la dona, en particular per a aquelles que són forçades a exercir la prostitució. A partir de 2004 va ser presidenta de la Federació de Dones i Nenes d'Albània.
A la fi de la dècada de 1970 va publicar el seu primer conte: Ndërgjegja (Consciència). Des d'aleshores ha publicat una desena de novel·les i també és l'autora de guions de pel·lícules com Hije që mbeten pas (1985), Rrethi i kujtesës (1987) i Bregu i ashpër (1988).
El 2007 l'Associació Albanesa d'Editors va nomenar Çuli Escriptora de l'any.

## Obra
- 1980: Jehonat i jetës (Els ressons de la vida)
- 1983: Zeri i larget (La veu distant)
- 1986: Dreri i trotuareve (Voreres amb cérvols) Ed. Toena, 399 p. 2011 ISBN 9994317555, ISBN 9789994317554
- 1989. Ditët i Teutës: tregime dhe novel·la (Dies i Teuta: contes i novel·les) Ed. Naim Frashëri, 295 p. 1989
- 1992: Rekuiem (Rèquiem)
- 1993: ... dhe nada o nda në mes (... I la nit es va dividir entre) Ed. Toena, 299 p. 2008 ISBN 999431341X, ISBN 9789994313419
- 2000: Diell në mesnatë (Sol de mitjanit)
- 2006: Engjëj të armatosur (Ángeles armats) Ed. Toena, 285 p. 2009 ISBN 9994314955, ISBN 9789994314959
- 2009: Gruaja na kafe (Dona al cafè)
- 2010: Ženata od barot (Alimentant Zenata) Prosa secular moderna. Ed. Makedonska reč, 164 p. 2010 ISBN 6082250176, ISBN 9786082250175